# Fiskalisches Hilfsgeschäft

Das fiskalische Hilfsgeschäft als privatrechtliche Handlungsform der Verwaltung.

Fiskalisches Hilfsgeschäft ist im deutschen Verwaltungsrecht eine privatrechtliche Handlungsform der Verwaltung. Es ist vom Verwaltungsprivatrecht, d. h. der Erfüllung öffentlicher Aufgaben in Privatrechtsform, und der erwerbswirtschaftlichen Tätigkeit öffentlicher Unternehmen zur Generierung von Einnahmen zu unterscheiden.
Fiskalische Hilfsgeschäfte dienen der Bedarfsdeckung der öffentlichen Hand und „helfen“ ihr so bei der Erfüllung ihrer Aufgaben. Insofern besteht nur ein mittelbarer Bezug zu ihren öffentlichen Aufgaben. Beispiele sind der Kauf von Büromaterial, die Vergabe von Aufträgen für den Straßenbau, die Einstellung von Tarifbeschäftigten oder auch die Waffenkäufe der Bundeswehr.
Bei der Vergabe öffentlicher Aufträge wird der Staat als Nachfrager am Markt tätig, um einen Bedarf an bestimmten Gütern und Dienstleistungen zu decken. In dieser Rolle unterscheidet er sich nicht grundlegend von anderen Marktteilnehmern. Deshalb gelten in ständiger Rechtsprechung bei fiskalischen Hilfsgeschäften die Vorschriften des Privatrechts, also beispielsweise das Kaufvertragsrecht des Bürgerlichen Gesetzbuchs (§§ 433 ff. BGB) und nicht die Regeln über den öffentlich-rechtlichen Vertrag. Auch die Zweistufentheorie ist nicht anwendbar. Zuständig sind im Streitfall die Zivilgerichte.
Strittig ist jedoch, inwieweit das Privatrecht dabei öffentlich-rechtlich überlagert ist. Nach der Rechtsprechung des Bundesverfassungsgerichts enthebt die Nutzung zivilrechtlicher Formen die staatliche Gewalt nicht von ihrer Bindung an die Grundrechte gemäß Art. 1 Abs. 3 GG.
Große Bedeutung für öffentliche Auftraggeber hat das Vergaberecht (§ 99, § 97 GWB). Im Rahmen der Vergaberechtsreform von 2016 wurde mit der Vergabestatistikverordnung (VergStatVO) die Grundlage für die allgemeine bundesweite Vergabestatistik geschaffen. Diese wird seit dem 1. Oktober 2020 beim Statistischen Bundesamt geführt. Das Marktvolumen aller öffentlichen Aufträge in Deutschland beträgt nach Schätzungen bis zu 440 Milliarden Euro jährlich. Die Kommunen sind dabei der mit Abstand größte öffentliche Auftraggeber.